# 阿尔克里亚斯德尔尼尼奥佩尔迪多
阿尔克里亚斯德尔尼尼奥佩尔迪多，是西班牙瓦伦西亚自治区卡斯特利翁省的一个市镇。总面积13平方公里，总人口3594人（2001年），人口密度276人/平方公里。